# 湘西地区
湘西地区:556，又称大湘西、大湘西地区:867位于湖南省西北部。传统概念和现行行政区划中，大致以湘西土家族苗族自治州、张家界市、怀化市为主体。
地理上，大湘西为山区地貌，是一个相对独立的单元，“在自然环境和社会发展特征方面都具有较强同一性的多民族省际边界区域”:556。大湘西北部与鄂西山地相连，为海拔较高的山原台地，居民以土家族为主体。东南部以沅水及其支流的河谷平原地形为主，海拔较低，以汉族为主体。明清时，东南部修筑边墙，与西部苗族聚居区分隔。
经济方面，湘西地区被认为是湖南省经济基础薄弱的地区。同时是湖南省旅游资源最丰富的地区:867。